# Pédernec
Pédernec is een gemeente in het Franse departement Côtes-d'Armor (regio Bretagne). De plaats maakt deel uit van het arrondissement Guingamp. Pédernec telde op 1 januari 2022 1.891 inwoners.

## Geografie
De oppervlakte van Pédernec bedroeg op 1 januari 2022 27,05 vierkante kilometer; de bevolkingsdichtheid was toen 69,9 inwoners per km².
De onderstaande kaart toont de ligging van Pédernec met de belangrijkste infrastructuur en aangrenzende gemeenten.

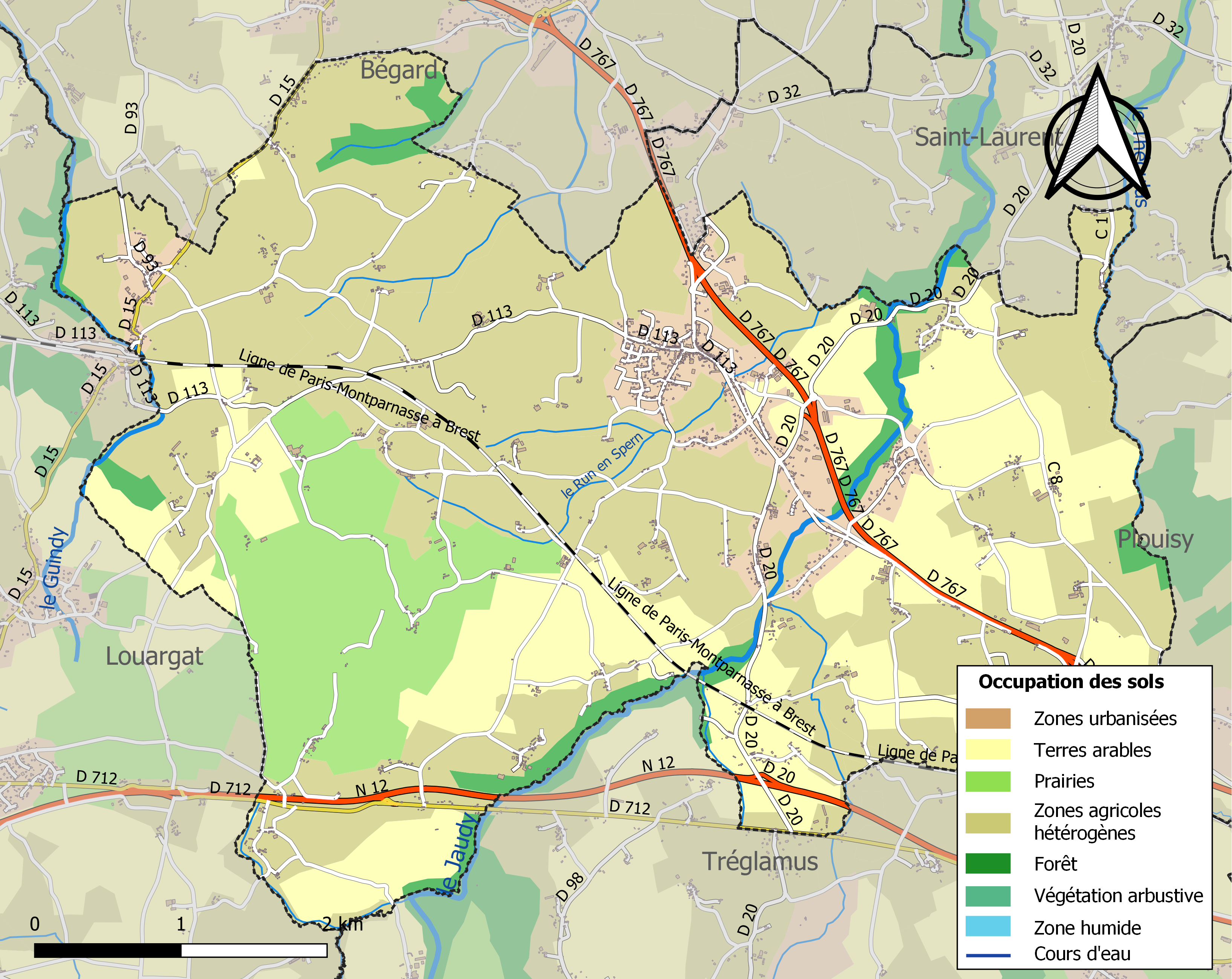

## Demografie
Onderstaande figuur toont het verloop van het inwonertal (bron: INSEE-tellingen).